# Bernardino Campilio

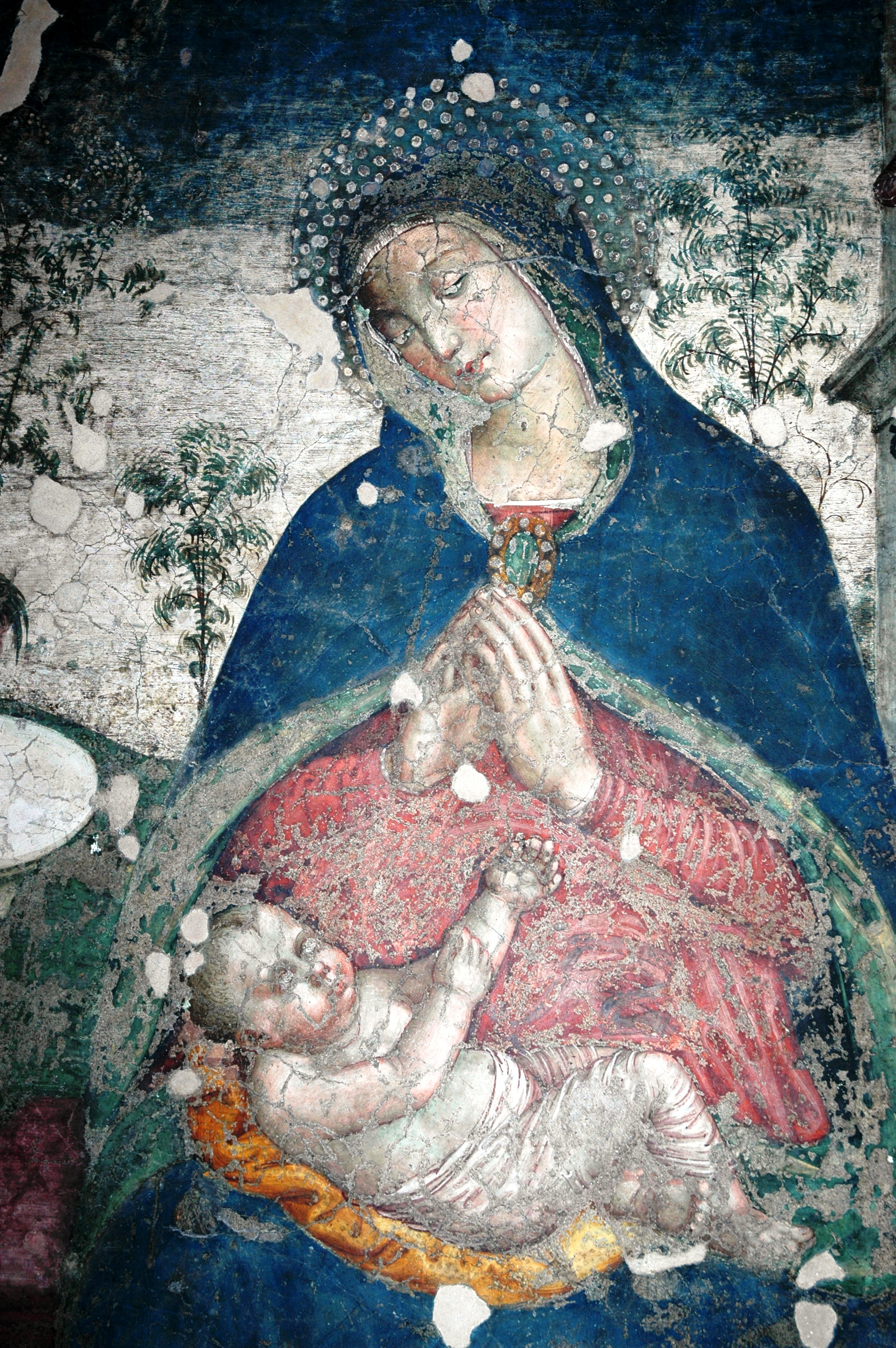
Affresco di Bernardino Campilio (1502) nella Chiesa di Santa Maria della Concezione

Bernardino Campilio (Spoleto, ... – ...; fl. XV-XVI secolo) è stato un pittore italiano del Rinascimento.

## Biografia
Si conosce molto poco sulla sua vita e sulla sua produzione, se non che fu un seguace dello Spagna a Spoleto. Il suo nome è scritto sotto un affresco della Vergine che adora il bambino datato 1502, realizzato per il monastero della Stella, poi distaccato nel 1870 e conservato nella Pinacoteca comunale. In data imprecisata è stato traslato nella navata di sinistra della chiesa di Santa Maria della Concezione.